# Gigantes y cabezudos de San Sebastián

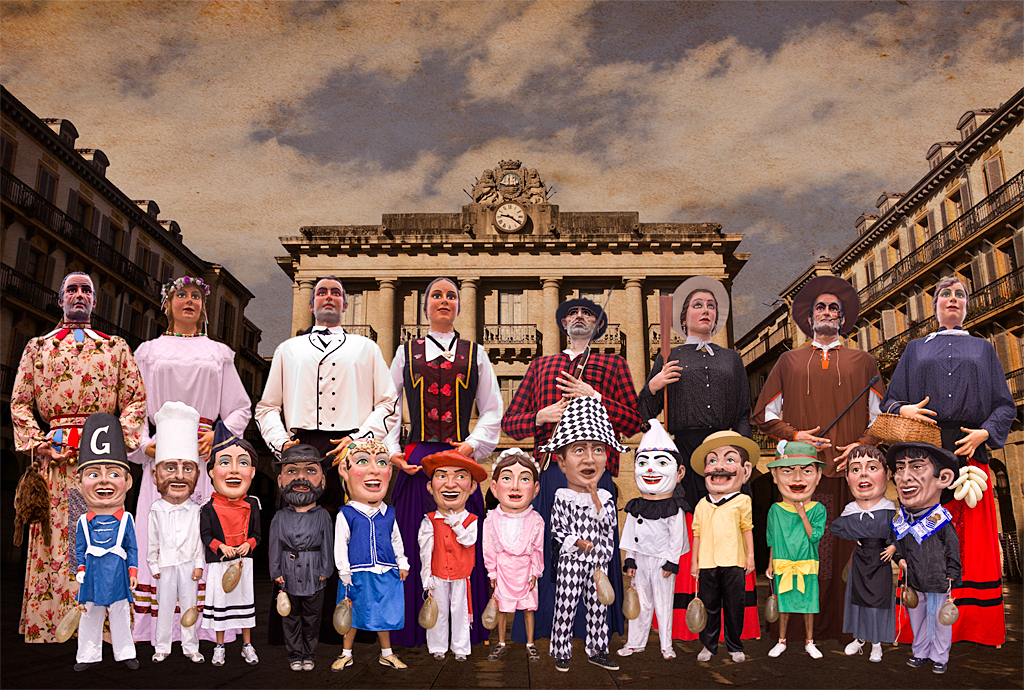
Comparsa de Gigantes y Cabezudos de San Sebastián.

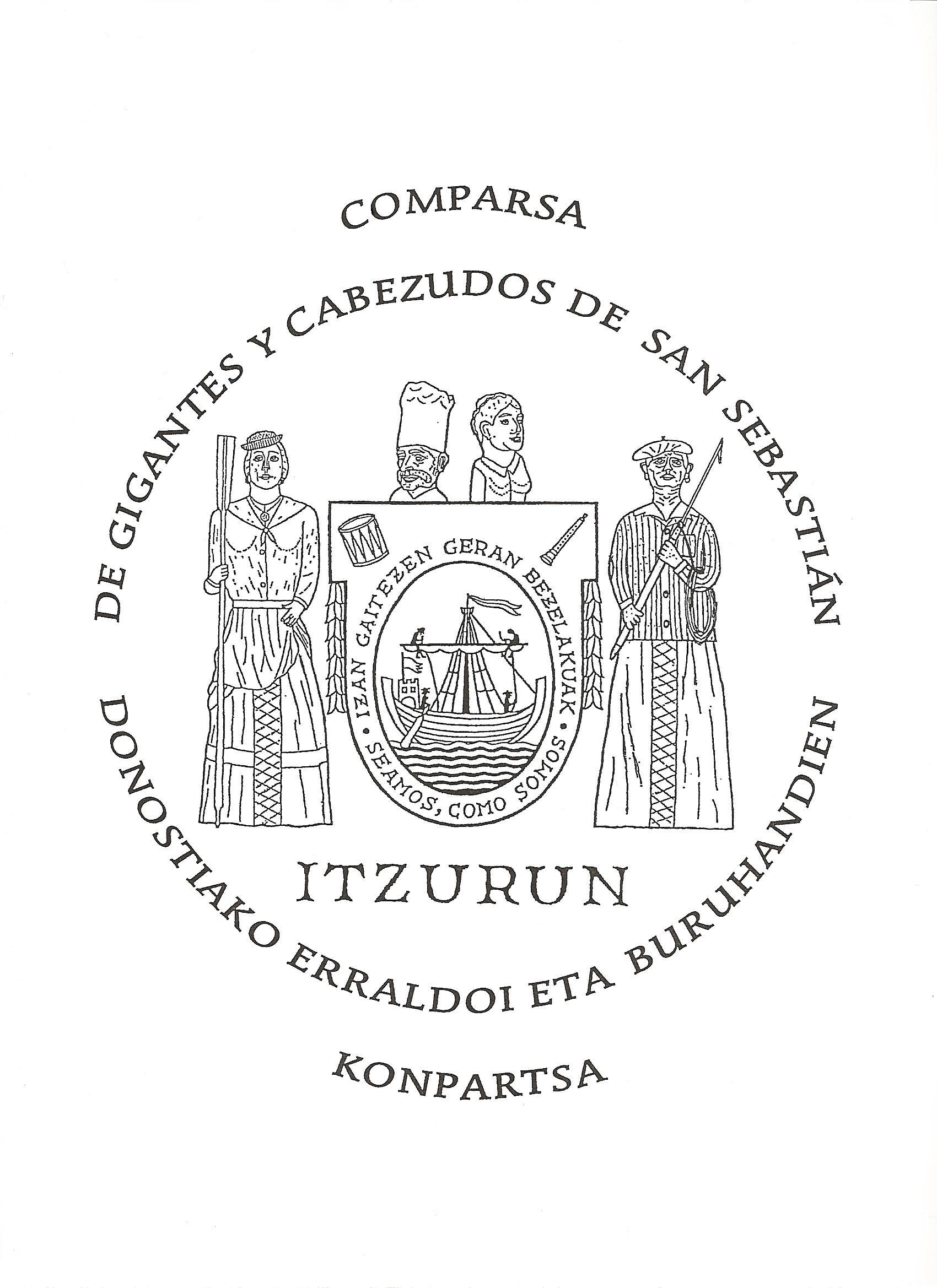
Asociación Itzurun.

La comparsa de gigantes y cabezudos de San Sebastián está formada por ocho gigantes y catorce cabezudos. Su estreno por las calles donostiarras fue en 1982. Desde entonces se ha ido consolidando como el elemento más significativo de la Semana Grande de su ciudad, protagonizando la Semana Gigante. Los gigantes bailan al son de la dulzaina y el txistu, los cabezudos persiguen a los niños y en ocasiones también realizan diferentes bailes.
Los ocho gigantes se agrupan en cuatro parejas que representan a Álava, Navarra, Guipúzcoa y Vizcaya. Son extraordinariamente admirados por su descomunal altura (4,15 metros, cuando lo habitual es no llegar a 4 m), que hace que sea uno de los grupos de gigantes más altos que existen. También son alabados por los rasgos faciales que les generó su escultor, Rafael Giráldez . Estas dos características hacen muy especiales a los gigantes de San Sebastián.
Los catorce cabezudos representan a las diferentes fiestas que hay en el calendario de la ciudad. Así, hay tamborrero, cantinera, cocinero y aguadora en representación de la Tamborrada; una pareja de caldereros; Iñude y Artzaia; Arlequín y Pierrot con su Carnaval; dos cabezudos de la Belle Époque de la Semana Grande y por último una pareja de caseros de Santo Tomás.
Con el objeto de organizar las cerca de 75 personas que moviliza la comparsa en cada desfile, entre porteadores y músicos existe la Asociación Itzurun. Además, dicha asociación se dedica a promocionar y proteger las figuras del Ayuntamiento. Desde aquel lejano 1982 las personas que componen Itzurun han puesto su fuerza y tiempo a disposición de una tradición muy arraigada en el País Vasco, como es la de los gigantes y cabezudos.